# Rodela
Luiz Carlos Ribeiro, mais conhecido pelo nome artístico Rodela (Rio de Janeiro, 4 de abril de 1954 – Guarulhos, 2 de dezembro de 2020), foi um humorista brasileiro que atuou em diversos programas de auditório, dentre eles o Leão Livre, Programa do Jacaré e o Programa do Ratinho. Ficou conhecido pela habilidade de fazer inúmeras caretas.

## Biografia
Luiz Carlos nasceu na cidade do Rio de Janeiro no ano de 1954, mas mudou-se para Recife aos cinco anos de idade com os pais pernambucanos.
| “ | Descobri que a feiura era um meio de fazer sucesso. Quando um dentista não queria arrancar, eu ia a outro. Minha mulher não achou muito legal, não. Nasci para fazer os outros rirem. Depois, ela acostumou. | ” |

Em 2016, numa reportagem exibida pela RecordTV, relatou-se que Rodela enfrentava dificuldades financeiras e depressão. Rodela trabalhava nas ruas de São Paulo fazendo seu shows humorísticos.

## Morte
Morreu em 2 de dezembro de 2020, vítima da COVID-19, após estar internado por duas semanas no Hospital Geral de Guarulhos.